# Versicherungsvertragsgesetz (Deutschland)
Das Versicherungsvertragsgesetz (VVG) ist ein deutsches Bundesgesetz, das die Rechte und Pflichten von Versicherern und Versicherungsnehmern als auch von Versicherungsvermittlern bei Versicherungsverträgen regelt.
Die ursprüngliche Fassung stammt vom 30. Mai 1908. Es wurde durch das Gesetz zur Reform des Versicherungsvertragsrechts ersetzt. Das neue Gesetz ist am 1. Januar 2008 in Kraft getreten. Die alte Rechtslage gilt teilweise für Altverträge fort, die bis zum 31. Dezember 2007 abgeschlossen wurden. Allerdings ist auch auf Altverträge größtenteils neues Recht anzuwenden.

## Bewertung
Das Versicherungsvertragsrecht war ursprünglich sehr zu Gunsten der Versicherer angelegt. Das Versicherungskollektiv, dessen Funktionieren von besonderer gesellschaftlicher Bedeutung ist, kann durch den Wissensvorsprung des Versicherungsnehmers über sein individuelles Risiko gefährdet sein. Zur Zeit der erstmaligen Verabschiedung des Gesetzes waren die Versicherer wegen des noch sehr mangelhaften technischen Wissens besonders schutzbedürftig. Anderseits waren die Versicherungsnehmer durch umfassende staatliche Beaufsichtigung der Versicherer geschützt. Durch die Fortentwicklung der Versicherungsmathematik und Statistik ist inzwischen das Schutzbedürfnis der Versicherer nicht mehr so ausgeprägt, wenn es auch insbesondere im Bereich der Durchsetzung von Obliegenheiten der Versicherungsnehmer noch unverändert vorhanden ist. Andererseits hat sich durch die Deregulierung der Versicherungsaufsicht inzwischen aber das Schutzbedürfnis der Versicherungsnehmer erhöht. In der Neufassung des Gesetzes, gültig ab dem Jahr 2008, wird daher auch berücksichtigt, dass die Versicherungsnehmer durch die Intransparenz der Verträge und das technische Wissen der Versicherer benachteiligt sein können, und demzufolge der Schutz der Versicherungsnehmer in den Vordergrund gestellt.

## Neufassung ab 1. Januar 2008
Das Versicherungsvertragsgesetz wurde durch das Gesetz zur Reform des Versicherungsvertragsrechts grundlegend reformiert (BGBl. 2007 I S. 2631). Die Neufassung trat zum 1. Januar 2008 in Kraft, wobei es für einzelne Regelungen Übergangsfristen gibt. Die Übergangsfrist läuft bis zum 31. Dezember 2008 und gilt für Verträge, die vor dem 1. Januar 2008 abgeschlossen wurde. Im reformierten Gesetz sind erhebliche Änderungen zur Verbesserung der Transparenz und zu Gunsten der Versicherungsnehmer enthalten, zum Beispiel bei den Bestimmungen zur vorzeitigen Vertragsauflösung von Lebensversicherungen, zur Beteiligung an den Stillen Reserven im Rahmen der Überschussbeteiligung und zur Verpflichtung, vor Antragstellung alle Vertragsunterlagen auszuhändigen. Auch die bei Versicherungsverträgen bestehende Ausschlussfrist weicht einer einheitlichen dreijährigen Verjährungsfrist. Bei den Änderungen in den §§ 192 bis 208, die erst seit dem 1. Januar 2009 in Kraft traten, handelt es sich um die inhaltsgleiche Übernahme der mit dem Gesetz zur Stärkung des Wettbewerbs in der gesetzlichen Krankenversicherung vom 26. März 2007 (BGBl S. 378) beschlossenen Regelungen für die private Krankenversicherung in das neue Versicherungsvertragsgesetz.
Die wesentlichen Änderungen sind:
- Widerruf: Verbraucher können ohne Angabe von Gründen widerrufen: bei Lebensversicherungen bis 30 Tage nach Abschluss (§ 152), bei allen anderen Versicherungsverträgen mit einer Frist von 14 Tagen (§ 8).
- Informationspflicht: Versicherer oder ihre Vermittler müssen Kunden künftig vor Abschluss einer Versicherung umfassend beraten (§ 6, § 60 bis § 62). Geschieht dies nicht umfassend oder unrichtig, hat der Kunde einen Schadensersatzanspruch (§ 63). Das Beratungsgespräch muss dokumentiert werden, damit eventuelle Beratungsfehler leichter nachzuweisen sind.
- Anzeigepflicht: Der Versicherungsnehmer muss nur die Angaben machen, nach denen das Versicherungsunternehmen in Textform gefragt hat (§ 19). Das Risiko einer Fehleinschätzung, ob ein Umstand für das versicherte Risiko erheblich ist, liegt damit nicht mehr beim Kunden, sondern bei dem Versicherer. Liegt eine Verletzung der Anzeigepflicht vor, hat der Versicherer seine Rechte binnen fünf Jahren geltend zu machen. Bei vorsätzlichem oder arglistigem Handeln wird die Frist auf zehn Jahre verlängert.
- Offenlegungspflicht: Dem Kunden müssen alle Vertragsbestimmungen vor Abgabe seiner Willenserklärung zum Abschluss eines Versicherungsvertrages bekannt sein. Damit entfällt die von fast allen Versicherern praktizierte Vorgehensweise, nach dem der Versicherungsnehmer erst mit der Annahme des Antrages des Versicherungsnehmers durch den Versicherer die Vertragsbedingungen in ihrer Gesamtheit erhält. Auch alle im Beitrag enthaltenen Zuschläge für Kosten (zum Beispiel Abschluss- oder Verwaltungskosten) sind offenzulegen (§ 7).
- Klagefrist: Die Klagefrist entfällt ersatzlos. Bis Ende 2007 hat der Versicherte innerhalb sechs Monate seinen Anspruch auf Versicherungsleistungen geltend zu machen, wenn diese von dem Versicherer abgelehnt wurden.
- Fahrlässigkeit: Die Regelungen für eine Nichtzahlung im Schadensfall werden für den Verbraucher verbessert. So bedeutet eine fahrlässige Handlung des Versicherungsnehmers keinen kompletten Ausschluss von der Versicherungsleistung (§ 28, § 19 Abs. 3, § 24 Abs. 3, § 54 Abs. 1, § 57 Abs. 2, § 82 Abs. 3). Nach der neuen Quotenregelung darf die Leistungskürzung nur entsprechend der Schwere des jeweiligen Verschuldens erfolgen. Eine komplette Leistungsverweigerung ist nur noch bei vorsätzlichen Handlungen möglich. Beispiel: Die Hausratversicherung verweigerte bisher teilweise bei einem Einbruch die Zahlung, wenn der Versicherungsnehmer die Versicherung nicht auf ein erhöhtes Einbruchsrisiko hingewiesen hat. Klassisches Beispiel war das Anbringen eines Baugerüstes an der Hauswand für Malerarbeiten.
- Lebensversicherungen: Versicherer müssen ihren Kunden, wenn sie überhaupt Angaben zu künftigen Leistungen aus der Überschussbeteiligung machen, zusätzlich in pauschalierten Modellrechnungen darstellen, welche Auszahlungen sich unter normierten Bedingungen ergeben würden (§ 154). Bei der Bestimmung des Rückkaufswertes sind die in den Beiträgen einkalkulierten Abschlusskosten einer Lebensversicherung auf die ersten fünf Jahre der Vertragslaufzeit verteilt zu berücksichtigen. Die Rückkaufwerte sind damit in den ersten fünf Jahren entsprechend höher als heute üblich. Der Rückkaufswert ist zudem – wie bisher üblich, allerdings nicht gesetzlich vorgeschrieben – für die ganze Vertragsdauer vorab zu garantieren. Außerdem muss den Versicherungsnehmern zum Vertragsende die Hälfte des ihnen zugerechneten Anteils an den stillen Reserven ausgezahlt werden. Diese Regelung bedeutet allerdings nicht, dass insgesamt mehr ausgezahlt wird, sondern dass die Wertzuwächse des Versicherers nur unter den Versicherungsnehmern anders verteilt werden.
- Private Krankenversicherung: Die Versicherungsunternehmen müssen den Versicherten einer privaten Krankenversicherung bei Zahlungsverzug mindestens eine Frist von zwei Monaten setzen und bis dahin den Krankenversicherungsschutz unvermindert aufrechterhalten (§ 194 Abs. 2). Diese Vorschrift gilt jedoch nur bis zum 31. Dezember 2008 und ist zwingend für Verträge, die nach dem 1. Januar 2008 abgeschlossen wurde. Aufgrund der Übergangsfrist können jedoch Altverträge weiterhin mit einer Frist von zwei Wochen angemahnt werden und in qualifizierten Zahlungsverzug versetzt werden.[5]
- Vertragslaufzeiten. Prinzipiell sind diese individuell im Versicherungsvertrag festzulegen. Ausgeschlossen sind hierbei so genannte Verbraucherverträge, bei denen nach Ablauf des dritten Jahres eine jährliche Kündigungsfrist gilt. Ansonsten muss die vereinbarte Kündigungsfrist zwischen einem und drei Monate liegen.[6]

## Die wichtigsten Änderungen im neuen Versicherungsvertragsgesetz
(Quelle:)

### Informationspflichten, Abschaffung des Policenmodells
Erklärter Wille des Gesetzgebers ist nicht ein Verbot, aber die Abschaffung des Policenmodells, indem konkrete Informationspflichten für Versicherer und Vermittler vorgeschrieben werden, die sich mit diesem Modell „beißen“. Nach § 7 Versicherungsvertragsgesetz hat der Versicherer alle Vertragsbestimmungen rechtzeitig vor der „Vertragserklärung“ (also vor Antragstellung!) dem Versicherungsnehmer auszuhändigen. Das heißt: der Versicherungsnehmer muss alle Vertragsunterlagen, also auch Verbraucherinformationen, vorab erhalten. Die bei Abschluss zu erfüllenden Pflichten werden damit deutlich anspruchsvoller, der Vertrieb wird aufwändiger. Als Alternative zum Antragsmodell wird deshalb von manchen Versicherern das sog. Invitatiomodell präferiert, bei dem der Vertragsschluss erst durch ein Aktivwerden des Versicherungsnehmers erfolgt, nachdem er die Unterlagen ausgehändigt bekam.

### Beratungs- und Dokumentationspflichten
Das Gesetz umfasst Pflichten, die sowohl Verbraucher als auch Unternehmen (Ausnahme: Großrisiken) besser schützen sollen. Nach § 6 Abs. 1 VVG ist der Versicherungsnehmer, soweit Anlass besteht, „nach seinen Wünschen und Bedürfnissen zu befragen“ und „zu beraten“. Dies ist vor Abschluss des Versicherungsvertrages schriftlich zu dokumentieren. Ausnahmen gelten nach § 6 Abs. 6 VVG bei Versicherungsmaklern und Fernabsatzverträgen. Ein Verzicht des Versicherungsnehmers auf Beratung und/oder Dokumentation durch schriftliche Erklärung ist möglich, § 6 Abs. 3 VVG. Nach § 6 Abs. 5 VVG haftet der Versicherer bei Verletzung der Pflichten auf Schadensersatz.
Für Versicherungsvermittler bestehen entsprechende Regelungen in den §§ 59 bis 68 VVG, speziell § 61 VVG. Gleiches gilt für Versicherungsberater.

### Generelles Widerrufsrecht
§ 8 VVG enthält ein grundsätzlich für alle Verträge geltendes Widerrufsrecht von zwei Wochen, bzw. 30 Tagen bei Lebensversicherungen (gem. § 152). Es beginnt erst, wenn dem Versicherungsnehmer alle Vertragsunterlagen und eine Belehrung über das Widerrufsrecht vorliegen.

### Abschaffung des „Alles-oder-Nichts-Prinzip“
Das Gesetz sieht für die Leistungsfreiheit bei Verletzung einer vertraglichen Obliegenheit (§ 28) und bei Gefahrerhöhung (§ 26) ein abgestuftes Modell nach dem Grad des Verschuldens vor (Quotenregelung). Das „Alles-oder-nichts-Prinzip“ entfällt. Bei vorsätzlichen Verstößen bleibt es dabei, dass der Versicherer leistungsfrei wird. Einfache Fahrlässigkeit bleibt für den Versicherungsnehmer folgenlos. Bei grob fahrlässigen Verstößen des Versicherungsnehmers wird die Leistung entsprechend der Schwere des Verschuldens gekürzt. Vereinfacht dargestellt, gilt Folgendes:
- Fahrlässigkeit, § 28 Abs. 1 VVG: Volle Leistung
- Grobe Fahrlässigkeit, § 28 Abs. 2 S. 2 VVG: Quotelung (je nach Schwere der Fahrlässigkeit erfolgt eine Kürzung der Leistung).
- (bedingter) Vorsatz, § 28 Abs. 2 S. 1 VVG: Vollständige Leistungsfreiheit

Für die Leistungsfreiheit ist eine Kausalität zwischen Obliegenheitsverletzung bzw. Gefahrerhöhung und Leistungspflicht bzw. Leistungshöhe erforderlich, eine Ausnahme hiervon gilt bei Arglist. Soweit keine arglistige Täuschung vorliegt, ist der Versicherer zur vollen Leistung verpflichtet, wenn die Verletzung der Obliegenheit weder für den Eintritt oder die Feststellung des Versicherungsfalles noch für die Feststellung oder den Umfang der Leistungspflicht des Versicherers ursächlich war (§ 28 Abs. 3 VVG).

### Vorvertragliche Anzeigepflicht
Nach § 19 Abs. 1 VVG muss der Versicherungsnehmer nur noch Umstände anzeigen, nach denen der Versicherer ausdrücklich in Textform gefragt hat. Das Risiko einer Fehleinschätzung, was anzeigepflichtig ist oder nicht, wird also vollständig auf den Versicherer verlagert. Die Anzeigepflicht endet gem. § 19 Abs. 1 S. 1 VVG mit „Abgabe der Vertragserklärung“, also mit Antragsstellung. Es gibt keine Nachmeldeobliegenheit mehr.
Das Rücktrittsrecht des Versicherers (§ 19 Abs. 2 VVG) wird vor allem gem. § 19 Abs. 3, 4 VVG auf Vorsatz und grobe Fahrlässigkeit des Versicherungsnehmers beschränkt. Bei einfacher Fahrlässigkeit kann der Versicherer nur noch für die Zukunft kündigen. Auch dieses Recht sowie der Rücktritt wegen grober Fahrlässigkeit ist aber ausgeschlossen, wenn der Versicherer den Vertrag aufgrund seiner Risikoprüfungsgrundsätze bei Kenntnis der verschwiegenen Umstände mit Risikozuschlag oder Leistungsausschluss geschlossen hätte (§ 19 Abs. 4 Satz 1 VVG; Rücktritt also faktisch nur noch bei Vorsatz). Er kann aber verlangen, dass der Risikoausschluss oder der Risikozuschlag rückwirkend Vertragsinhalt werden. In diesem Fall darf wiederum der Versicherungsnehmer nach § 19 Abs. 5 VVG den Vertrag bei Leistungsausschluss grundsätzlich kündigen, bei Risikozuschlag jedoch nur, wenn sich die Prämie um mehr als 10 % erhöht. Der Versicherer muss auf die Folgen einer Anzeigepflichtverletzung hinweisen. Rücktritt und Kündigung sind nur innerhalb von 5 Jahren, bei Vorsatz und Arglist innerhalb von 10 Jahren möglich, § 21 Abs. 3 VVG.

### Gefahrerhöhung
Mit den §§ 23 bis 27 VVG wird die Gefahrerhöhung neu geregelt und vor allem in den Rechtsfolgen der vorvertraglichen Anzeigenpflichtverletzung gem. § 19 VVG und der Obliegenheitsverletzung gem. § 28 VVG angepasst (völlige Leistungsfreiheit nur bei Vorsatz, bei grober Fahrlässigkeit quotale Kürzung nach dem Grad des Verschuldens; Leistungspflicht bei einfacher Fahrlässigkeit; Entscheidung zwischen Kündigung und Prämienanpassung; Kausalitätsgegenbeweis).

### Prämie
§ 33 VVG passt die Fälligkeit der Erstprämie dem Widerrufsrecht aus § 8 VVG an (zwei Wochen nach Zugang des Versicherungsscheins). Nach § 37 VVG kann der Versicherer bei verschuldetem Erstprämienverzug zurücktreten und ist leistungsfrei, wenn der Versicherungsfall vor der Zahlung eintritt (Nichteinlösung). Bei Verzug mit einer Folgeprämie kann der Versicherer nach § 38 Abs. 1 und 3 VVG qualifiziert mahnen und kündigen, wenn nicht gezahlt wird. Er ist nach § 38 Abs. 2 VVG leistungsfrei, wenn der Versicherungsfall während des Zahlungsverzugs eintritt. Der Grundsatz der Unteilbarkeit der Prämie wird aufgegeben, der Versicherer muss bei vorzeitiger Vertragsbeendigung nach § 39 VVG die Prämie taggenau aufteilen.

### Vorläufige Deckung
Erstmals enthält das VVG in den §§ 49 bis 52 Regelungen zur vorläufigen Deckung. Es handelt sich um einen eigenständigen Vertrag, für den erleichterte Informationspflichten gelten.

### Verjährung, Ausschlussfrist, Gerichtsstand
Ansprüche aus dem Versicherungsvertrag verjähren künftig mangels ausdrücklicher Regelung im VVG in 3 Jahren (Anpassung an die allgemeinen BGB-Vorschriften). Für die Dauer der Leistungsprüfung ist die Verjährung gehemmt, § 15 VVG. Die Klagefrist des § 12 Abs. 3 VVG a.F. wird ersatzlos abgeschafft. Mit § 215 VVG wird ein neuer Gerichtsstand eingeführt, der Versicherungsnehmer darf künftig immer an seinem Wohnsitzgericht klagen und muss dort verklagt werden.

### Einzelne Versicherungszweige
In der Lebensversicherung wird ein Anspruch auf Überschussbeteiligung in § 153 VVG festgeschrieben. Entsprechendes gilt nach § 169 VVG für den Rückkaufswert. In der Selbsttötungsklausel nach § 161 VVG (vormals § 169 VVG a.F.) wird eine Karenzzeit von drei Jahren festgelegt, nach der auch bei Suizid die Versicherungssumme gezahlt wird.
Die §§ 172 bis 177 VVG regeln erstmals die Berufsunfähigkeit gesetzlich und führen damit ein neues gesetzliches Leitbild für diese Versicherung ein.

### Übergangsregelungen
Für alle ab dem 1. Januar 2008 geschlossenen Verträge (Neuverträge) gilt sofort das neue VVG. Art. 1 Abs. 1 EGVVG schreibt für vor diesem Tag geschlossene Verträge (Altverträge) eine Übergangszeit für das Jahr 2008 vor, in der das alte VVG weiter anzuwenden ist. Ab dem 1. Januar 2009 gilt dann das neue VVG grundsätzlich auch für Altverträge. Versicherer können ihre Allgemeinen Versicherungsbedingungen für Altverträge im Rahmen von Art. 1 Abs. 3 EGVVG bis zum 1. Januar 2009 an das neue VVG anpassen. Vor 2009 eingetretene Versicherungsfälle werden weiter nach altem Recht abgewickelt. Es gibt Sonderregelungen, nach denen das alte VVG für bestimmte Altverträge teilweise weiter anzuwenden ist (speziell bei der Lebens- und Berufsunfähigkeitsversicherung, Art. 4 EGVVG).